# Kovrov
Kovrov (del ruso: Ковров) es una ciudad del óblast de Vladímir, en Rusia. Su población, se elevaba a 148 355 habitantes en 2010, lo que la convierte en la segunda ciudad del óblast de Vladímir. Kovrov está situada en la orilla derecha del río Kliazma, un afluente del río Oká, a 62 km al nordeste de Vladímir y a 250 km al este de Moscú, a sólo 10 km al sur de la frontera con el óblast de Ivánovo. La ciudad más cercana es Kámeshkovo, 19 km al oeste.

## Historia
El origen de Kovrov se remonta al siglo XII con la fundación del pueblo de Rochdestvenskoye. El gran-duque Andréi Bogoliubski hizo construir la iglesia de madera de Cristo. En el siglo XVI, el pueblo fue propiedad del príncipe y hombre de Estado Vasili Andréyevich Starodubski, que fue el gobernador de Moscú en la región de Perm durante los años 1503-1506. Según la leyenda, a raíz de una batalla contra los tártaros, se hizo con un lujoso tapiz de Oriente, que será el origen del nombre actual de la ciudad, kovior, que quiere decir "tapiz" en ruso. Desde finales del siglo XVI, se daban ferias en Kovrov, por iniciativa del zar Iván el Terrible, a razón de la proximidad del río Kliazma, que era navegable, y de la ruta Moscú - Nizhni Nóvgorod. En el siglo XVIII, el comercio en Kovrov vivió su apogeo.
En 1778, en el cuadro de una reforma de Catalina II, Kovrov se convirtió en el centro de un uyezd de la guberniya de Vladímir. A finales del siglo XVIII y a principios del siglo XIX, la ciudad se incendió en varias ocasiones y la nueva ruta entre Moscú y Nizhni Nóvgorod la evitaba, de modo que las ferias de Kovrov sufrieron cierto declive. La situación no se mejoró hasta la construcción del ferrocarril Moscú-Nizhni Nóvgorod, construida en la década de 1860 y que pasaba por Kovrov. En la ciudad se  construyeron talleres para el ferrocarril, donde se fabricaban vagones, así como fábricas textiles.
En 1890 tenía contabilizada una población de 6600 habitantes y en 1900 de 16 806 habitantes.
Durante la Primera Guerra Mundial, una fábrica de ametralladoras fue construida en Kovrov. Fue nacionalizada en 1919 y desarrollada por la Unión Soviética, fabricando en masa el subfusil PPSh-41 y otras armas automáticas durante la Segunda Guerra Mundial (véase Fábrica de ametralladoras de Kovrov).
En la década de 1930, la industrialización de la ciudad se acelera con la primera fábrica de excavadoras de la URSS.

## Demografía
| 1897    | 1926    | 1939    | 1959    | 1970    |
| ------- | ------- | ------- | ------- | ------- |
| 14 600  | 27 000  | 67 100  | 99 000  | 123 000 |
| 1979    | 1989    | 1996    | 2002    | 2025    |
| 142 900 | 159 942 | 162 500 | 155 499 | 127 831 |

## Industria e infraestructura

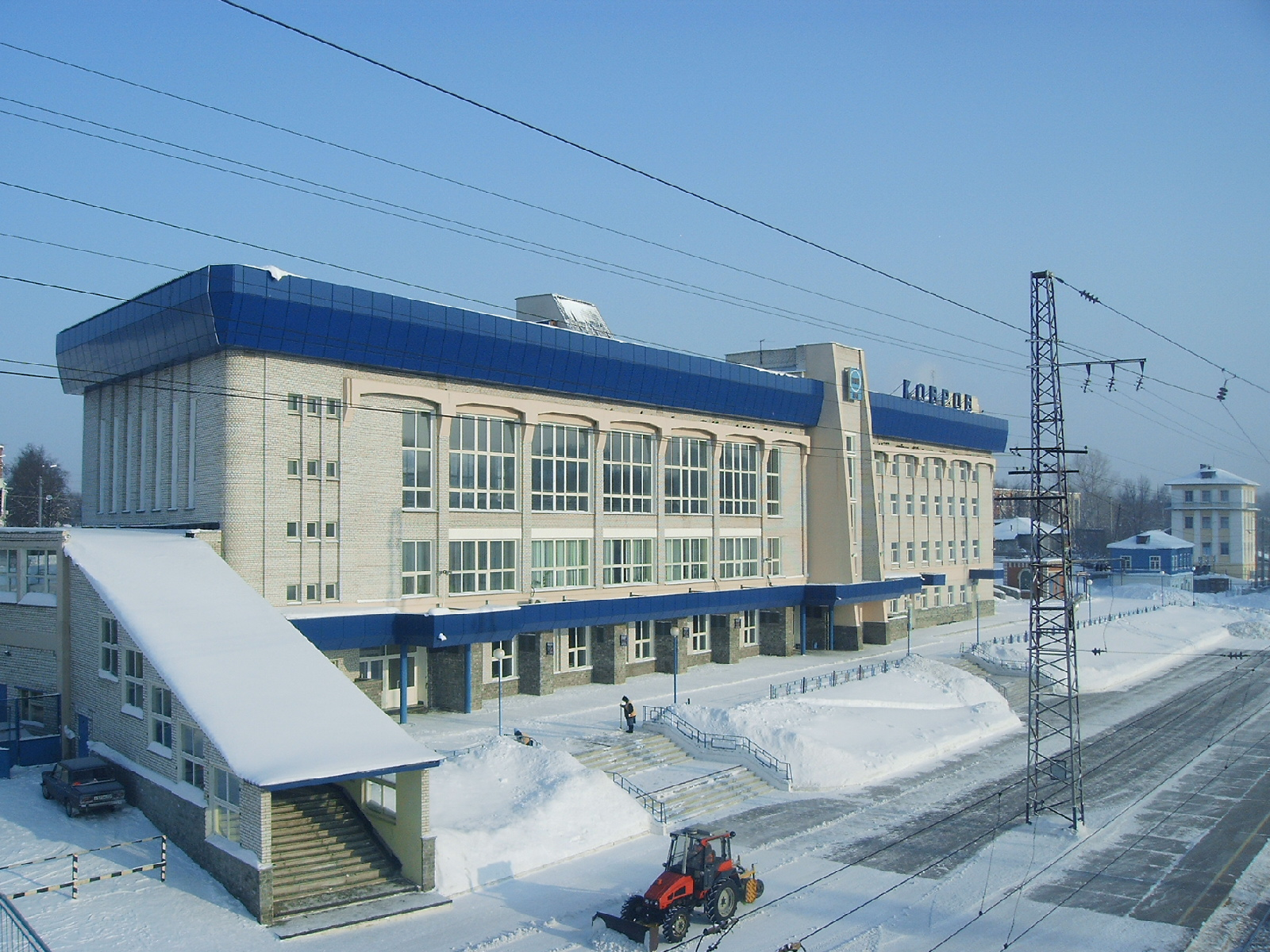
Estación de ferrocarril de Kovrov.

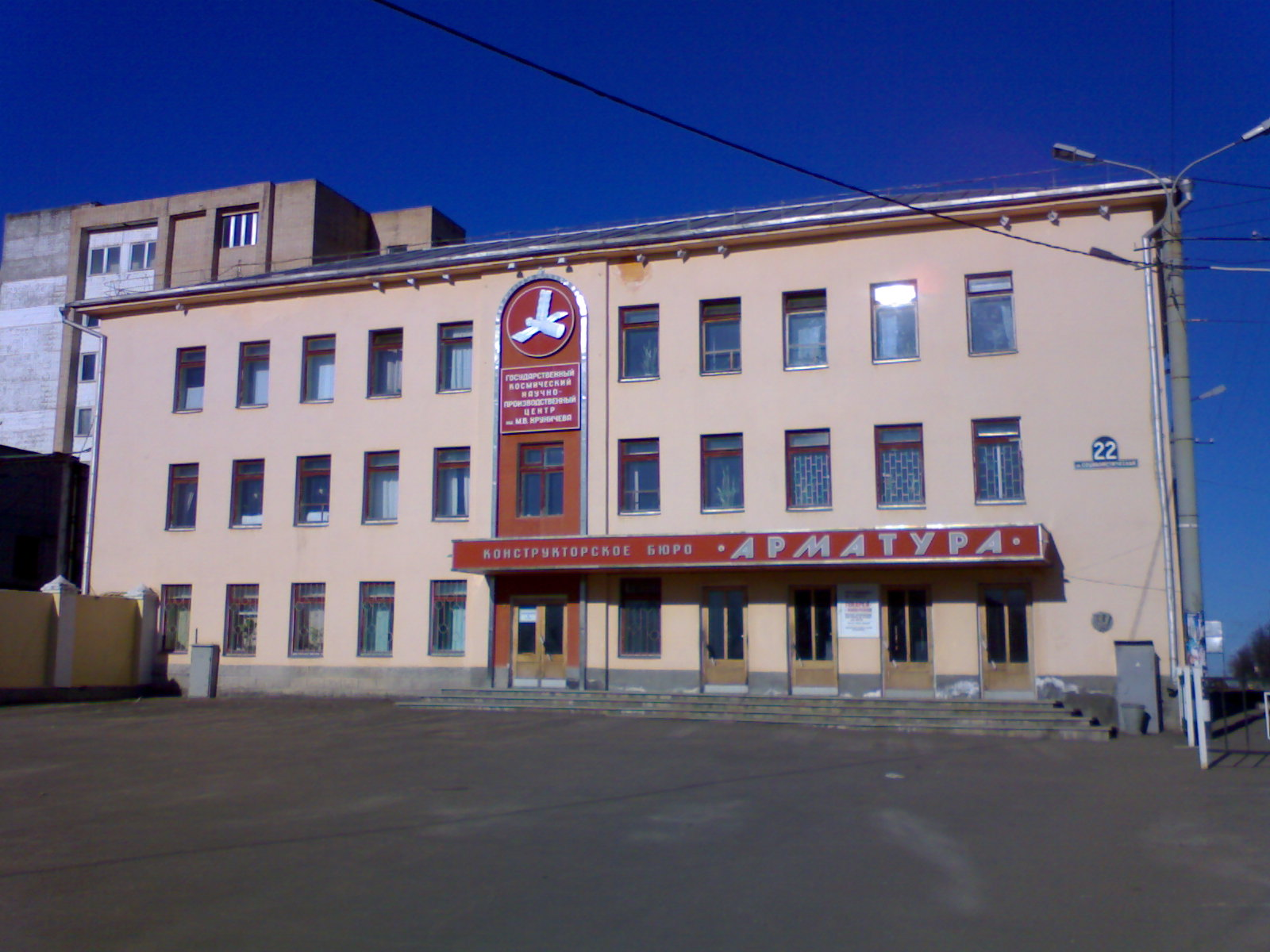
Oficina de construcción Armatura.

Kovrov es hoy una ciudad de industria pesada, la industria textil ha perdido quizá algo de peso relativo. Además de la fábrica de excavadoras y la de armamento (Krokovski Mechanitshcheski Zavod), la fábrica de motocicletas y de maquinaria de construcción Degriariov, o la oficina de construcción Armatura para la investigación espacial, se producen una gran cantidad de contenedores de oficinas o sanitarios, en la empresa copriedad de Containex.
La única escuela superior de la ciudad es la Academia Estatal Tecnológica de Kovrov.
Por la localidad pasa la carretera M7 que transcurre por la antigua vía comercial entre Moscú y Nizhni Nóvgorod. El ferrocarril paralelo, que tiene su origen en la estación de Kursk de Moscú, también pasa por Kovrov, que cuenta con una estación renovada en 2003. Desde 1975 hay un servicio de transporte urbano en trolebús.
El aeropuerto civil más cercano es Ivánovo, con vuelos diarios a Moscú.

## Personas notables
- Víctor Kaligin (1950-2004), celtólogo.
- Georgi Shpagin (1897-1952), diseñador de armas.
- Sergéi Simónov (1894-1986), diseñador de armas.

## Ciudades hermanadas
- Brest (Bielorrusia)